# Looking up to Magical Girls
Looking up to Magical Girls (魔法少女にあこがれて, Mahō Shōjo ni Akogarete) est une série de manga écrite par et illustrée par Akihiro Ononaka. Elle est prépubliée au Japon à partir de mars 2019  dans le magazine en ligne Storia Dash (ja) de la maison d'édition Takeshobo. En France, la série est publiée par Meian depuis février 2021. Une adaptation en série télévisée d'animation produite par le studio Asahi Production est diffusée de janvier 2024 à mars 2024.

## Synopsis
Hiiragi Utena, une fille ordinaire, est fan des Magical Girls et rêve de les rejoindre. Son rêve se retrouve exaucé grâce à une mascotte qui lui lance un sort lui donnant à elle aussi des pouvoirs de Magical Girls. Mais en réalité, elle a été induite en erreur et se retrouve à rejoindre une organisation malveillante qui combat son groupe d'héroïnes préféré.

## Personnages
Hiiragi Utena (柊 うてな, Hiiragi Utena) / Magia Bôse (マジアベーゼ, Majia Bēze)
Voix japonaise : Fuka Izumi (ja)
Hanabishi Haruka (花菱 はるか, Hanabishi Haruka) / Magia Magenta (マジアマゼンタ, Majia Mazenta)
Voix japonaise : Kaori Maeda (ja)
Venalita (ヴェナリータ, Venarīta)
Voix japonaise : Misato Fukuen

## Manga
La série est écrite et illustrée par Akihiro Ononaka et est publiée dans le magazine en ligne Storia Dash (ja) de la maison d'édition Takeshobo depuis le 29 mars 2019. Elle a été également publiée dans le magazine Manga Life Storia (ja) jusqu'à la fin de publication du journal en juin 2019. Un premier volume en format tankōbon est sorti le 30 novembre 2019. Le 17 janvier 2024, 11 volumes sont sortis.
En janvier 2021, la maison d'édition Meian annonce la publication de Looking up to Magical Girls avec un premier volume sorti le 24 février 2021.

### Liste des volumes
| no | Japonais          | Japonais          | Français         | Français          |
| no | Date de sortie    | ISBN              | Date de sortie   | ISBN              |
| -- | ----------------- | ----------------- | ---------------- | ----------------- |
| 1  | 30 novembre 2019  | 978-4-8019-6809-7 | 24 février 2021  | 978-2-3827-5073-5 |
| 2  | 30 avril 2020     | 978-4-8019-6862-2 | 28 avril 2021    | 978-2-3827-5074-2 |
| 3  | 30 septembre 2020 | 978-4-8019-7073-1 | 10 août 2021     | 978-2-3827-5075-9 |
| 4  | 27 février 2021   | 978-4-8019-7212-4 | 18 novembre 2021 | 978-2-3827-5076-6 |
| 5  | 29 juillet 2021   | 978-4-8019-7372-5 | 25 novembre 2022 | 978-2-3827-5077-3 |
| 6  | 27 décembre 2021  | 978-4-8019-7507-1 | 27 janvier 2023  | 978-2-3827-5078-0 |
| 7  | 30 mai 2022       | 978-4-8019-7635-1 | 28 juillet 2023  | 978-2-3850-3056-8 |
| 8  | 17 octobre 2022   | 978-4-8019-7879-9 | 8 février 2024   | 978-2-3850-3057-5 |
| 9  | 16 mars 2023      | 978-4-8019-7976-5 | 16 août 2024     | 978-2-38503-058-2 |
| 10 | 17 août 2023      | 978-4-8019-8118-8 |                  |                   |
| 11 | 17 janvier 2024   | 978-4-8019-8232-1 |                  |                   |

## Anime
L'adaptation en anime est annoncée le 16 mars 2023. Elle est réalisée au sein du studio Asahi Production, et est réalisée par Masato Suzuki et Atsushi Ōtsuki. La composition scénaristique est faite par Noboru Kimura, des conceptions de personnages sont gérées par Yasuka Otakil et une musique composée par Yasuharu Takanashi, Akinari Suzuki et Johannes Nilsson. La série est diffusée du 3 janvier 2024 sur la chaîne japonaise AT-X et d'autres chaînes au 27 mars 2024. La série est diffusée sur Animation Digital Network pour les pays francophones.
Nacherry, un duo constitué de Chiemi Tanaka (ja) et Natsumi Murakami (ja), interprète le générique de début intitulé My Dream Girls, tandis que Enormita interprète le générique de fin intitulé Togetoge Sadistic (とげとげサディスティック).

### Liste des épisodes
| No | Titre français                                | Titre japonais               | Titre japonais                  | Date de 1re diffusion |
| No | Titre français                                | Kanji                        | Rōmaji                          | Date de 1re diffusion |
| -- | --------------------------------------------- | ---------------------------- | ------------------------------- | --------------------- |
| 1  | La Naissance d'un cadre maléfique ?           | 悪の女幹部、誕生⁉            | Aku no onna kanbu, tanjō⁉       | 3 janvier 2024        |
| 2  | On l'appelle « Magia Bose »                   | その名は、マジアベーゼ       | Sono na ha, Majia Bēze          | 10 janvier 2024       |
| 3  | L'explosive Léopardx                          | 爆発娘レオパルと             | Bakuhatsu musume Reoparuto      | 17 janvier 2024       |
| 4  | Les Tres Magia, les plus puissantes des idols | 最強アイドル♡トレスマジア    | Saikyō aidoru ♡ Toresu Majia    | 24 janvier 2024       |
| 5  | Nero Alice au pays des merveilles             | 不思議の国のネロアリス       | Fushigi no kuni no Neroarisu    | 31 janvier 2024       |
| 6  | Le secret de la création des Tres Magia       | トレスマジア誕生秘話         | Toresu Majia tanjō hiwa         | 7 février 2024        |
| 7  | Azur dans l'adversité                         | 逆境アズール                 | Gyakkyō Azūru                   | 14 février 2024       |
| 8  | L'apparition du groupe Lord                   | ロード団、現る               | Rōdo-dan, arawaru               | 21 février 2024       |
| 9  | Fan d'idols                                   | アイドルにあこがれて！       | Aidoru ni akogarete!            | 28 février 2024       |
| 10 | Loco X Leber                                  | ロコ×ルベ                    | RokoRube                        | 6 mars 2024           |
| 11 | La soif de conquête mondiale !                | 世界征服にあこがれて！       | Sekai seifuku ni akogarete!     | 13 mars 2024          |
| 12 | La décision du leader Magia Böse              | 総帥マジアベーゼの決断       | Sōsui majia bēze no ketsudan    | 20 mars 2024          |
| 13 | Décidément fan des Magical Girls              | やっぱり魔法少女にあこがれて | Yappari mahō shōjo ni akogarete | 27 mars 2024          |

### Annotations
1. ↑  Les titres français de l'adaptation en anime proviennent de Animation Digital Network.
2. ↑  Les titres japonais de l'adaptation en anime proviennent de mahoako-anime.com.

## Œuvres
Édition japonaise
1. 1 2  (ja) « 魔法少女にあこがれて　（１） », sur takeshobo (consulté le 18 août 2023)
2. 1 2  (ja) « 魔法少女にあこがれて　（２） », sur takeshobo (consulté le 18 août 2023)
3. 1 2  (ja) « 魔法少女にあこがれて (3) », sur takeshobo (consulté le 18 août 2023)
4. 1 2  (ja) « 魔法少女にあこがれて (4) », sur takeshobo (consulté le 18 août 2023)
5. 1 2  (ja) « 魔法少女にあこがれて (5) », sur takeshobo (consulté le 18 août 2023)
6. 1 2  (ja) « 魔法少女にあこがれて (6) », sur takeshobo (consulté le 18 août 2023)
7. 1 2  (ja) « 魔法少女にあこがれて (7) », sur takeshobo (consulté le 18 août 2023)
8. 1 2  (ja) « 魔法少女にあこがれて (8) », sur takeshobo (consulté le 18 août 2023)
9. 1 2  (ja) « 魔法少女にあこがれて (9) », sur takeshobo (consulté le 18 août 2023)
10. 1 2  (ja) « 魔法少女にあこがれて (10) », sur takeshobo (consulté le 18 août 2023)
11. 1 2  (ja) « 魔法少女にあこがれて (11) », sur takeshobo (consulté le 28 décembre 2023)

Édition française
1. 1 2  « Looking up to Magical Girls - Tome 1 », sur Meian (consulté le 18 août 2023)
2. 1 2  « Looking up to Magical Girls - Tome 2 », sur Meian (consulté le 18 août 2023)
3. 1 2  « Looking up to Magical Girls - Tome 3 », sur Meian (consulté le 18 août 2023)
4. 1 2  « Looking up to Magical Girls - Tome 4 », sur Meian (consulté le 18 août 2023)
5. 1 2  « Looking up to Magical Girls - Tome 5 », sur Meian (consulté le 18 août 2023)
6. 1 2  « Looking up to Magical Girls - Tome 6 », sur Meian (consulté le 18 août 2023)
7. 1 2  « Looking up to Magical Girls - Tome 7 », sur Meian (consulté le 18 août 2023)
8. 1 2  « Looking up to Magical Girls - Tome 8 », sur Meian (consulté le 17 janvier 2023)
9. 1 2  « Looking up to Magical Girls - Tome 9 », sur Meian (consulté le 28 juillet 2023)